# Crodoberto (conte palatino di Clotario III)
Crodoberto II, noto anche come Chrotberto o Roberto, (... – dopo il 678) era un nobile della Neustria.

## Biografia
Era nipote di Crodoberto I, vescovo di Tours e referente di Clodoveo II, attraverso suo figlio, Lamberto I di Hesbaye († dopo il 650). Crodoberto fu cancelliere durante il regno di Clotario III, re dei Franchi in Neustria, nonché referendario. Era un contemporaneo di Ansberto di Rouen, ex cancelliere proprio di Clotario III. Crodoberto fu menzionato come conte palatino (comes palatino) il 2 ottobre 678.
Era alla corte di Clodoveo II nel 654 e si oppose a Ercinoaldo, maggiordomo di palazzo, senza successo. Sostenne Ebroino contro Leodegario, il quale quest'ultimo venne poi accecato e ucciso. Divenne conte palatino e poi cancelliere di Clotario III.

## Famiglia e figli
Crodoberto sposò Théodrade (Théoda) ed ebbero molti figli, anche se alcuni di questi sono probabilmente i loro nipoti:
- Charivius (Hervé), nobile di Hesbaye (alcuni studiosi lo ritengono un conte di Laon), che sposò Irmina († 704), figlia di Ugoberto, siniscalco di Clodoveo III e conte palatino nel 697, e di sant'Erminia;
- Lamberto II, conte di Hesbaye;
- Ruperto di Salisburgo, vescovo di Worms;
- Chrotgar, duca di Le Mans, il cui figlio Charivius fu un antenato dei Rorgonidi;
- Ragoberto († 678);
- Lamberto di Maastricht[2], santo, fatto uccidere da Pipino di Herstal;
- Folchaid, che sposò Teodone II di Baviera.

Settipani identifica i primi quattro come i figli di un figlio senza nome di Crodoberto. Tuttavia, dato lo status di questi individui, sembra improbabile che il loro padre fosse rimasto sconosciuto. Grimberto, conte palatino, è accreditato come figlio di Crodoberto anche se ci sono poche prove a sostegno di ciò. Alcuni documenti segnalano Lamberto, conte di Hesbaye, come figlio di Crodoberto, altri come figlio di Hervé. Si ritiene che Crodoberto sia un diretto antenato dei Robertingi che governarono la Francia dall'VIII secolo fino al regno di Roberto II di Francia nell'XI secolo.

## Ascendenza
|                       |   |                      | Genitori |  |  | Nonni                 |  |  | Bisnonni             |  |
|                       |   |                      |          |  |  | Crodoberto I di Tours |  |  | Cariberto di Hesbaye |  |
|                       |   |                      |          |  |  | Crodoberto I di Tours |  |  | Cariberto di Hesbaye |  |
|                       |   | Wulfgurd             |          |  |  | Crodoberto I di Tours |  |  |                      |  |
| Lamberto I di Hesbaye |   |                      |          |  |  | Crodoberto I di Tours |  |  |                      |  |
|                       |   | Glismonda di Baviera | …        |  |  |                       |  |  |                      |  |
|                       |   | Glismonda di Baviera | …        |  |  |                       |  |  |                      |  |
|                       |   | Glismonda di Baviera | …        |  |  |                       |  |  |                      |  |
| Crodoberto II         |   | Glismonda di Baviera |          |  |  |                       |  |  |                      |  |
|                       | … | …                    |          |  |  |                       |  |  |                      |  |
|                       | … | …                    |          |  |  |                       |  |  |                      |  |
|                       | … | …                    |          |  |  |                       |  |  |                      |  |
| …                     | … |                      |          |  |  |                       |  |  |                      |  |
|                       |   | …                    | …        |  |  |                       |  |  |                      |  |
|                       |   | …                    | …        |  |  |                       |  |  |                      |  |
|                       |   | …                    | …        |  |  |                       |  |  |                      |  |
|                       |   | …                    |          |  |  |                       |  |  |                      |  |